# Alex Bolt
Alex Bolt (ur. 5 stycznia 1993 w Murray Bridge) – australijski tenisista.

## Kariera tenisowa
Zawodowym tenisistą został w 2011 roku. Jest dwukrotnym ćwierćfinalistą rozgrywek Wielkiego Szlema w grze podwójnej, Australian Open 2014 i Australian Open 2017. W edycji z 2014 startował wspólnie z Andrew Whittingtonem, a w 2017 z Bradleyem Mousleyem. W singlu Bolt wygrał trzy turnieje rangi ATP Challenger Tour.
W rankingu gry pojedynczej najwyżej był na 125. miejscu (4 marca 2019), a w klasyfikacji gry podwójnej na 81. pozycji (15 stycznia 2018).

### Zwycięstwa w turniejach ATP Challenger Tour w grze pojedynczej
| Końcowy wynik | Nr | Data            | Turniej    | Nawierzchnia | Przeciwnik      | Wynik finału     |
| ------------- | -- | --------------- | ---------- | ------------ | --------------- | ---------------- |
| Zwycięzca     | 1. | 3 maja 2014     | Anning     | Ceglana      | Nikola Mektić   | 6:2, 7:5         |
| Zwycięzca     | 2. | 11 marca 2018   | Zhuhai     | Twarda       | Hubert Hurkacz  | 5:7, 7:6(4), 6:2 |
| Zwycięzca     | 3. | 20 czerwca 2021 | Nottingham | Trawiasta    | Kamil Majchrzak | 4:6, 6:4, 6:3    |